# Seznam dílů seriálu Letopisy rodu Shannara
Toto je seznam dílů seriálu Letopisy rodu Shannara. Americký fantasy televizní seriál Letopisy rodu Shannara měl premiéru 5. ledna 2016 na stanici MTV. Druhá řada seriálu měla premiéru 11. listopadu 2017 na stanici Spike. Dne 16. ledna 2018 bylo oznámeno, že stanice Spike neobnoví seriál pro třetí řadu, přičemž jeho producenti hledají novou stanici, která by tak učinila.

## Přehled řad
| Řada | Díly | Premiéra v USA | Premiéra v USA     | Premiéra v ČR  | Premiéra v ČR      |
| Řada | Díly | První díl      | Poslední díl       | První díl      | Poslední díl       |
| ---- | ---- | -------------- | ------------------ | -------------- | ------------------ |
| 1    | 10   | 5. ledna 2016  | 1. března 2016     | 26. září 2016  | 28. listopadu 2016 |
| 2    | 10   | 11. října 2017 | 22. listopadu 2017 | 29. dubna 2018 | 2. června 2018     |

## Seznam dílů

### První řada (2016)
| Č. v seriálu | Č. v řadě | Původní název   | Český název        | Režie              | Scénář                                     | Premiéra v USA | Premiéra v ČR      |
| ------------ | --------- | --------------- | ------------------ | ------------------ | ------------------------------------------ | -------------- | ------------------ |
| 1            | 1         | Chosen (Part 1) | Vyvolení (1. část) | Jonathan Liebesman | Alfred Gough a Miles Millar                | 5. ledna 2016  | 26. září 2016      |
| 2            | 2         | Chosen (Part 2) | Vyvolení (2. část) | Jonathan Liebesman | Alfred Gough a Miles Millar                | 5. ledna 2016  | 3. října 2016      |
| 3            | 3         | Fury            | Fúrie              | James Marshall     | Alfred Gough a Miles Millar                | 12. ledna 2016 | 10. října 2016     |
| 4            | 4         | Changeling      | Měnivec            | James Marshall     | Alfred Gough a Miles Millar                | 19. ledna 2016 | 17. října 2016     |
| 5            | 5         | Reaper          | Žnec               | Brad Turner        | Evan Endicott a Josh Stoddard              | 26. ledna 2016 | 24. října 2016     |
| 6            | 6         | Pykon           | Pykon              | Brad Turner        | Zander Lehmann                             | 2. února 2016  | 31. října 2016     |
| 7            | 7         | Breakline       | Hraniční pas       | Jesse Warn         | Deanna Kizis                               | 9. února 2016  | 7. listopadu 2016  |
| 8            | 8         | Utopia          | Utopie             | Jesse Warn         | April Blair                                | 16. února 2016 | 14. listopadu 2016 |
| 9            | 9         | Safehold        | Krvavý oheň        | Brad Turner        | Evan Endicott a Josh Stoddard              | 23. února 2016 | 21. listopadu 2016 |
| 10           | 10        | Ellcrys         | Ellcrys            | Brad Turner        | April Blair, Evan Endicott a Josh Stoddard | 1. března 2016 | 28. listopadu 2016 |

### Druhá řada (2017)
| Č. v seriálu | Č. v řadě | Původní název | Český název | Režie          | Scénář                        | Premiéra v USA     | Premiéra v ČR   |
| ------------ | --------- | ------------- | ----------- | -------------- | ----------------------------- | ------------------ | --------------- |
| 11           | 1         | Druid         | Druid       | Brad Turner    | Alfred Gough a Miles Millar   | 11. října 2017     | 29. dubna 2018  |
| 12           | 2         | Wraith        | Přízrak     | Brad Turner    | Evan Endicott a Josh Stoddard | 18. října 2017     | 5. května 2018  |
| 13           | 3         | Graymark      | Šerá stopa  | James Marshall | Javier Grillo-Marxuach        | 25. října 2017     | 6. května 2018  |
| 14           | 4         | Dweller       | Slídil      | James Marshall | Elle Triedman                 | 1. listopadu 2017  | 12. května 2018 |
| 15           | 5         | Paranor       | Paranor     | Toa Fraser     | Evan Endicott a Josh Stoddard | 8. listopadu 2017  | 13. května 2018 |
| 16           | 6         | Crimson       | Karmínovci  | Brad Turner    | April Blair                   | 8. listopadu 2017  | 19. května 2018 |
| 17           | 7         | Warlock       | Černý mág   | James Marshall | Alex Díaz a Julie Díaz        | 15. listopadu 2017 | 20. května 2018 |
| 18           | 8         | Amberle       | Amberle     | James Marshall | April Blair a Elle Triedman   | 15. listopadu 2017 | 26. května 2018 |
| 19           | 9         | Wilderun      | Divočina    | Toa Fraser     | Matt Lambert                  | 22. listopadu 2017 | 27. května 2018 |
| 20           | 10        | Blood         | Krev        | Brad Turner    | Evan Endicott a Josh Stoddard | 22. listopadu 2017 | 2. června 2018  |